# カッシーニの間隙

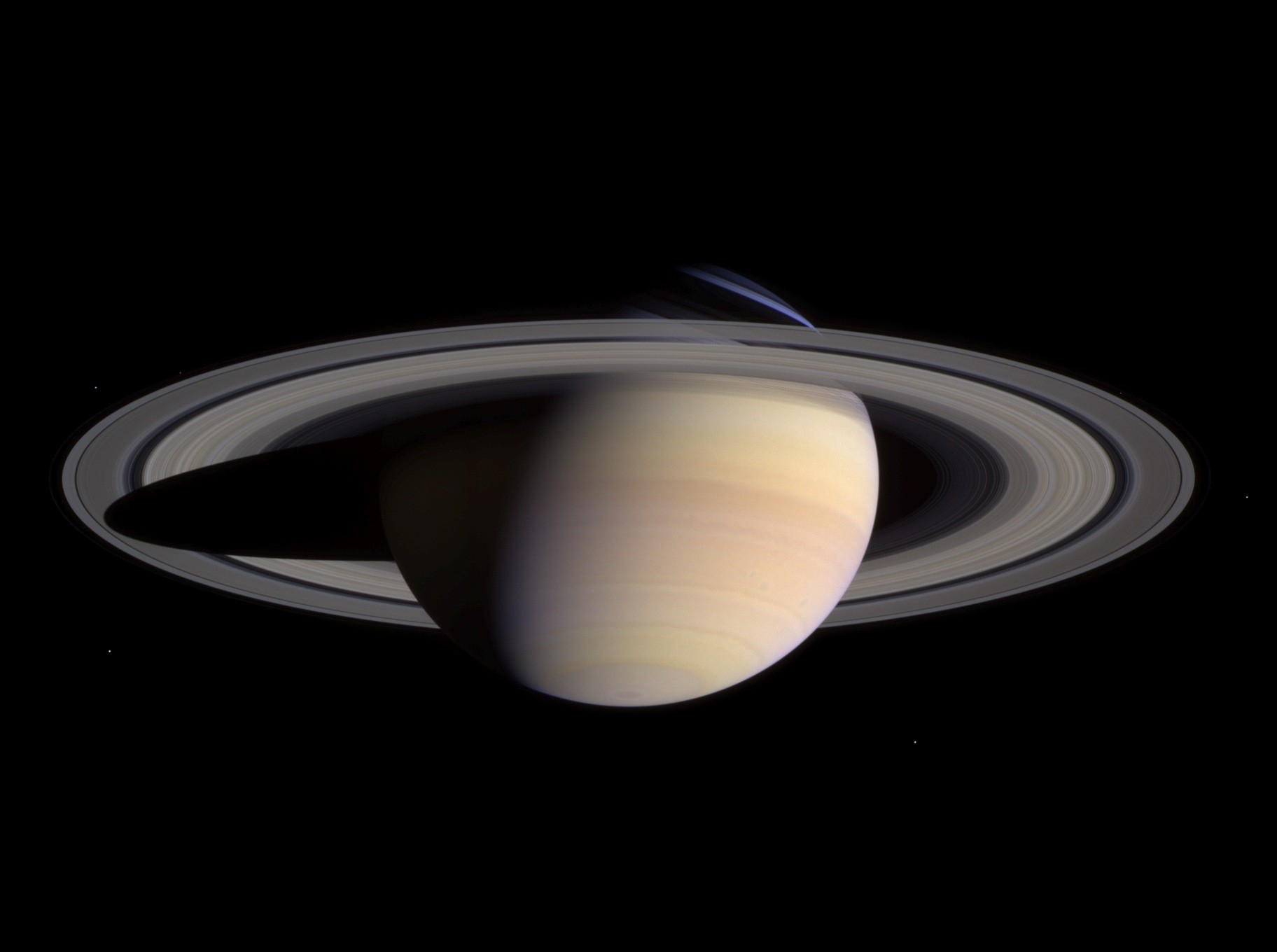
土星

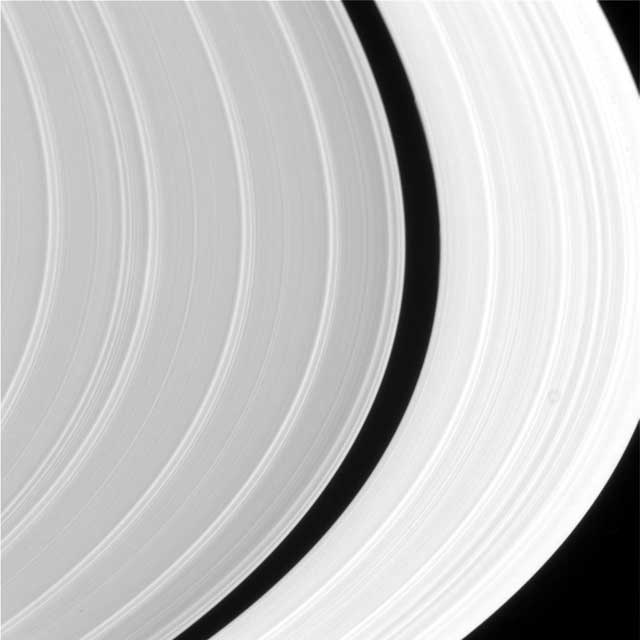
カッシーニの間隙

カッシーニの間隙（カッシーニのかんげき）は、土星の環のうちA環とB環の間にある隙間のこと。カッシーニの空隙（カッシーニのくうげき）、カッシーニの隙間（カッシーニのすきま）ともいう。1675年にフランスの天文学者、ジョヴァンニ・カッシーニによって発見されたことからこの名がある。カッシーニの間隙は現在では、地球から見た土星の向きやシーイングなどの条件が良ければ市販の天体望遠鏡で観望できる。ボイジャー2号によって、カッシーニの間隙にもA環とB環に比べればごく少量であるが、環を構成する物質が公転していることが判明した。